# Schloss Linden (Hannover)

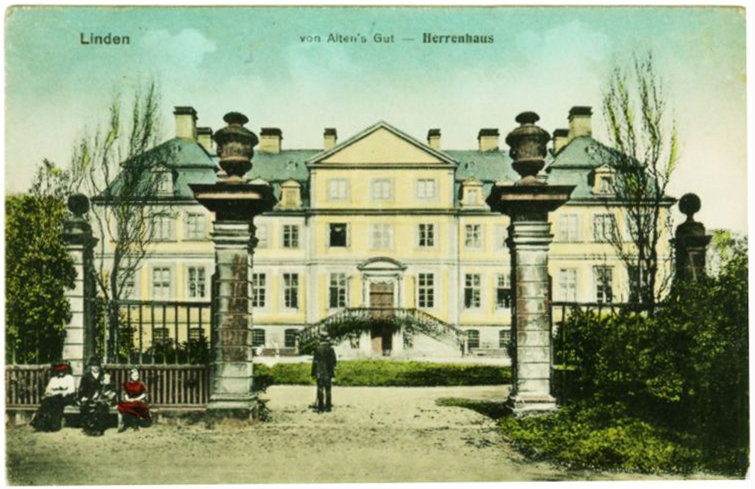
Tor zur Südseite des barocken Schlosses im Von-Alten-Garten, wo Kinder heute einen Spielplatz finden

Das Lindener Schloss in Hannover war eine im 17. Jahrhundert errichtete Schlossanlage und der größte Sommersitz eines Adeligen im Kurfürstentum Hannover nach dem Großen Garten in Herrenhausen. Die barocke Schlossanlage war eng mit der Geschichte der Adelsgeschlechter von Alten und von Platen verbunden, aber auch mit dem Geschlecht der Familie von Malortie. Standort des Herrenhauses war der (heutige) Von-Alten-Garten südlich des damaligen Dorfes Linden im heute hannoverschen Stadtteil Linden-Mitte.

## Geschichte

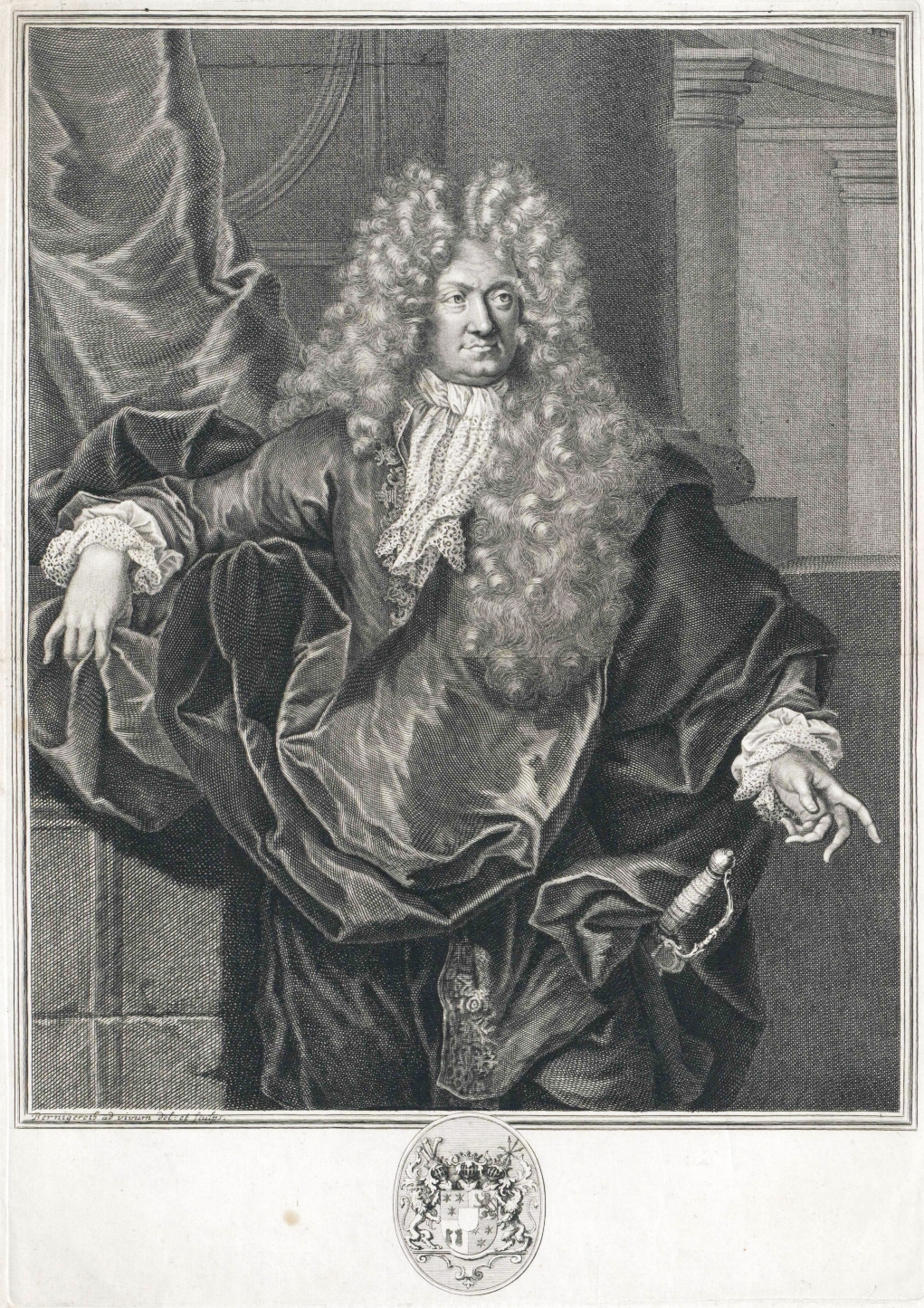
Mit Allongeperücke: Franz-Ernst von Platen in der Pose eines absolutistischen Herrschers;
Kupferstich um 1700; Historisches Museum Hannover

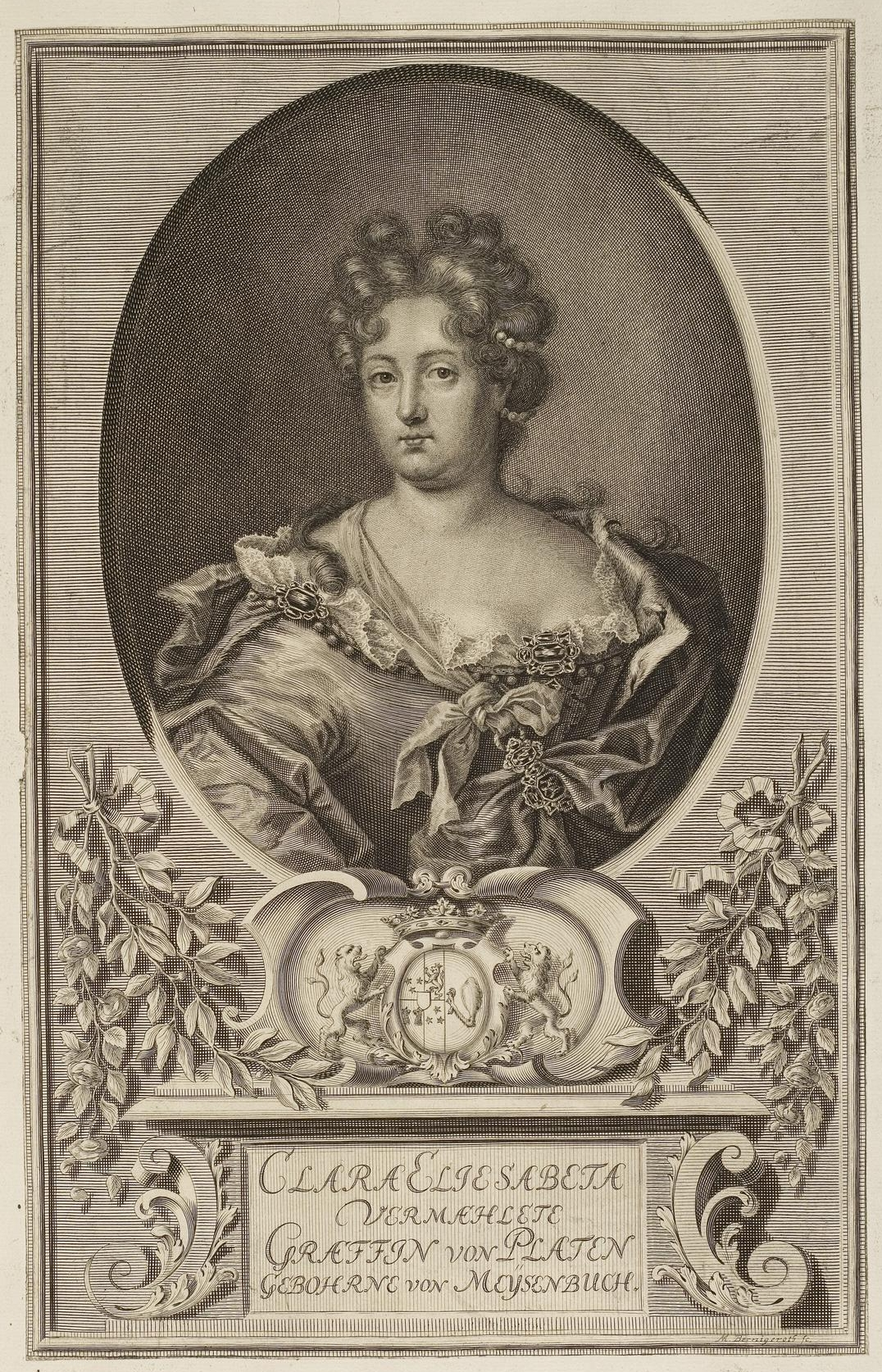
Mit Perlen im Haar: Clara Elisabeth von Platen;
Kupferstich von Martin Bernigeroth

Das Lindener Schloss entwickelte sich ursprünglich aus einem Rittergut, das im Mittelalter seit dem Jahr 1280 im Eigen- und Lehnsbesitz der Familie von Alten stand. Mit ihrem Rittergut verbunden war die untere Gerichtsbarkeit, die die Familie als zugleich größte Grundherrschaft an der von Lindenbäumen am nordöstlichen Hang des Lindener Berges umstandenen Gerichts-Stätte ausübte. Diese Gerichtsstätte war seinerzeit dem Go Gehrden im Marstemgau zugeordnet.
Nach mehr als drei Jahrhunderten musste die Familie von Alten während des Dreißigjährigen Krieges wirtschaftliche Verluste hinnehmen. Zum Ausgleich verkaufte sie im Jahr 1645 zunächst den Küchengarten an den damaligen Landesherrn, Herzog Christian Ludwig von Braunschweig-Lüneburg, der kurz zuvor das neu errichtete Leineschloss in Hannover zu seiner Residenz genommen hatte.
1688 verkauften die von Altens schließlich sogar den Rest ihres Familiensitzes am Lindener Berg mit allen Rechten an den Minister Franz Ernst von Platen, allerdings mit einem Rückkaufsrecht nach Ablauf von 20 Jahren, und – nachdem sich die beiden Parteien zwischendurch auf eine Vertragsänderung geeinigt hatten – auf ein Wirksamwerden des Rückkaufsrechts ab dem Jahr 1728.
Unterdessen hatte der dem Herzog eng verbundene von Platen, der durch das ihm verliehene Postregal zu großem Reichtum gelangt und dann auch in den Reichsgrafen-Stand erhoben worden war, in den Jahren von etwa 1698 bis 1702 an Stelle der alten Gerichtsstätte in Linden ein Schloss mit einem umgebenden Barockgarten errichten lassen, das – nach dem Großen Garten in Herrenhausen – zum größten adeligen Sommersitz vor Hannover ausgestaltet werden sollte.

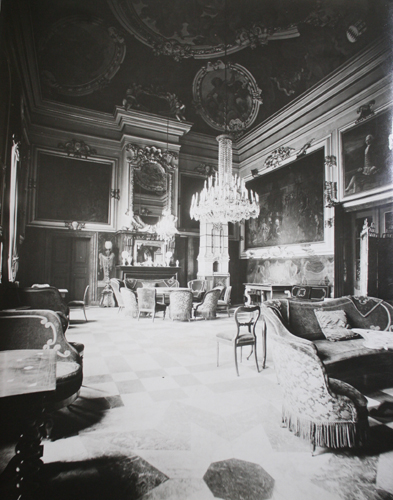
Noch um 1900 war der Gartensaal, neben großen Gemälden, reich mit Fresken und Stuck-Ornamenten verziert

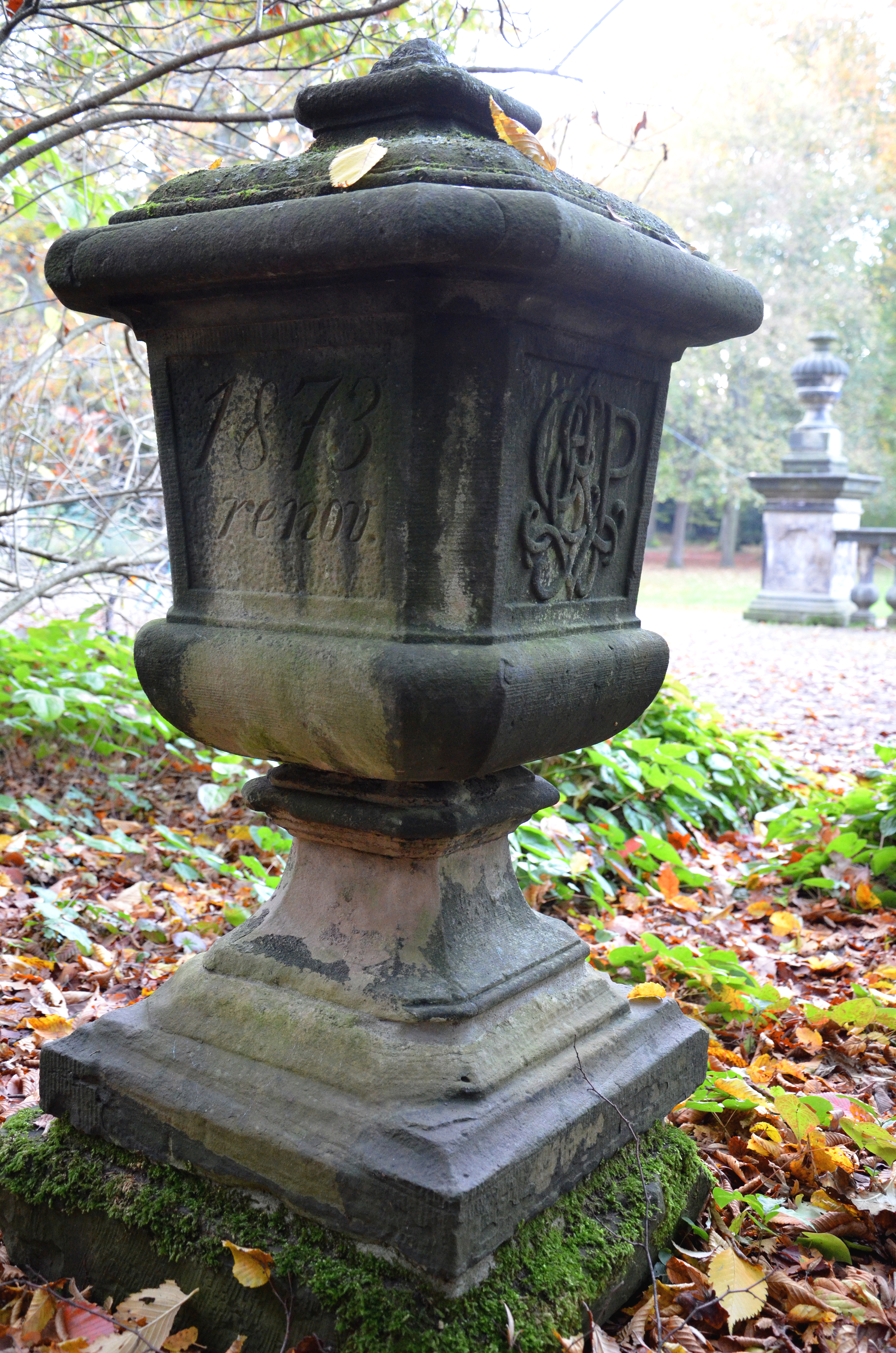
Scheinvase von 1718 mit den verschlungenen Initialen GEAVP für Graf Ernst-August von Platen, 1873 restauriert

Das von Platen als Bauherrn durch den Architekten und herzoglichen Oberbaumeister Johann Peter Wachter errichtete Lindener Schloss wurde ursprünglich in der Mitte eines Kreuzes zweier Alleen errichtet, die in etwa entlang der heutigen Straßen Am Lindener Berge und Deisterstraße einerseits und der Verbindung von der Davenstedter Straße zum Deisterplatz andererseits gepflanzt worden waren. Das Schloss erhob sich über einem massiven Keller als verputzter Fachwerkbau in einer Breite von 13 Achsen und über zwei Geschosse, über dem ein Mansarddach aufstieg. Der nach Süden gelegte Eingang wurde durch vorgezogene Risalite gerahmt, während im Norden eine mit Skulpturen geschmückte Terrasse in einen besonderen Teil der barocken Gartenanlage lud, die dem Gartenkünstler René Dahuron zugeschrieben wurde.
Zahlreiche Hof-Künstler waren zudem an der reichen Innenausstattung des Lindener Schlosses beteiligt. Den zur Terrasse gelegenen Gartensaal verzierten sie mit Fresken sowie Ornamenten aus Stuck. Aufgrund des nur auf Zeit gekauften Grundbesitzes wurden die Wände und Decken anderer Räume jedoch nicht direkt als Decken- und Wandgemälde bemalt, sondern mit Gemälden auf Leinwand als Werke italienischer Künstler, darunter beispielsweise Giovanni Segala.
Zudem vergrößerte Franz-Ernst von Platen den Lindener Besitz durch Zukäufe weiterer Güter. Nachdem er einen Adelshof am äußeren Ende des Steinweges, der späteren Calenberger Straße in der Calenberger Neustadt erworben hatte, konnte er die Gerechtsame des ehemaligen Burgmannshofes im Jahr 1702 von der Calenberger Neustadt auf das Lindener Gut übertragen.
Außerdem ließ Reichsgraf von Platen einen Wirtschaftshof zur Bewirtschaftung seiner Güter anlegen sowie Siedlerstellen für Leineweber, aus dem das Dorf Neu-Linden um das Jahr 1700 entstand, von dem sich bis heute die Fachwerkhäuschen in der Weberstraße im Stadtteil Linden-Süd erhalten haben.

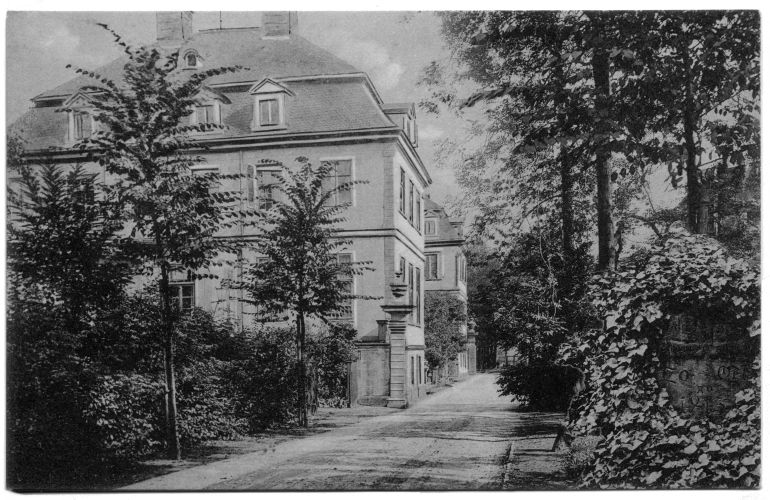
Blick um 1900 von der Seite auf die beiden zu Südseite ausgerichteten Risalite des Schlosses

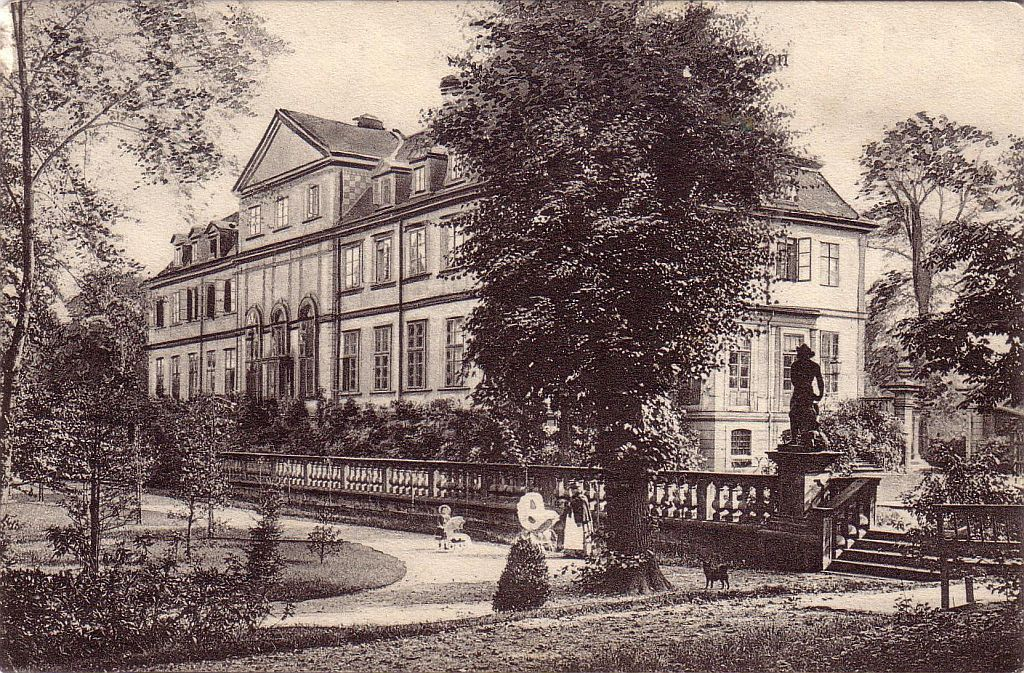
Blick vom Gartenparterre nördlich des großen Gartensaals des ehemaligen Schlosses über die – heute zum Teil erhaltene – barocke Balustrade mit einer Skulptur, im Hintergrund das damalige Gartenportal;
Fotografie um 1900

Auf der Ebene der Gartenterrasse wurde eine 1718 datierte Scheinvase aus Sandstein aufgestellt mit den verschlungenen Buchstaben EAVP, den Initialen des Sohnes des Lindener Schlossbauherren, des Geheimen Rats und Oberkämmerers Ernst August Graf von Platen-Hallermund. Ernst August, vor allem aber Sophie oder Sophia, geborene von Uffeln, seine Ehefrau, ließ das Schloss Montbrillant in der später Welfengarten genannten Anlage der Herrenhäuser Gärten planen.
Als nun das Jahr 1728 anbrach, das zuvor festgelegte Jahr eines möglichen Rückkaufes des ehemaligen Familiensitzes durch die Familie von Alten, kam zu einem fast ein Jahrhundert andauernden Rechtsstreit mit der Familie von Platen, da es unterschiedliche Auffassungen über den zu bezahlenden Wert des Lindener Schlosses und der darum herum gestalteten Örtlichkeiten gab. Erst zur Zeit des Königreichs Hannover, im Jahr 1816, nach der gewonnenen Schlacht bei Waterloo und der damit verbundenen Erhebung des Generalmajors Carl von Alten in den Grafenstand, konnten die beiden am Lindener Schloss interessierten Familien ihre Streitigkeiten beilegen, konnte die Familie von Alten das Lindener Gut wieder zu ihrem eigenen Wohnsitz nehmen, wenngleich Carl von Alten bis zu seinem Lebensende das Friederikenschlösschen bewohnte.

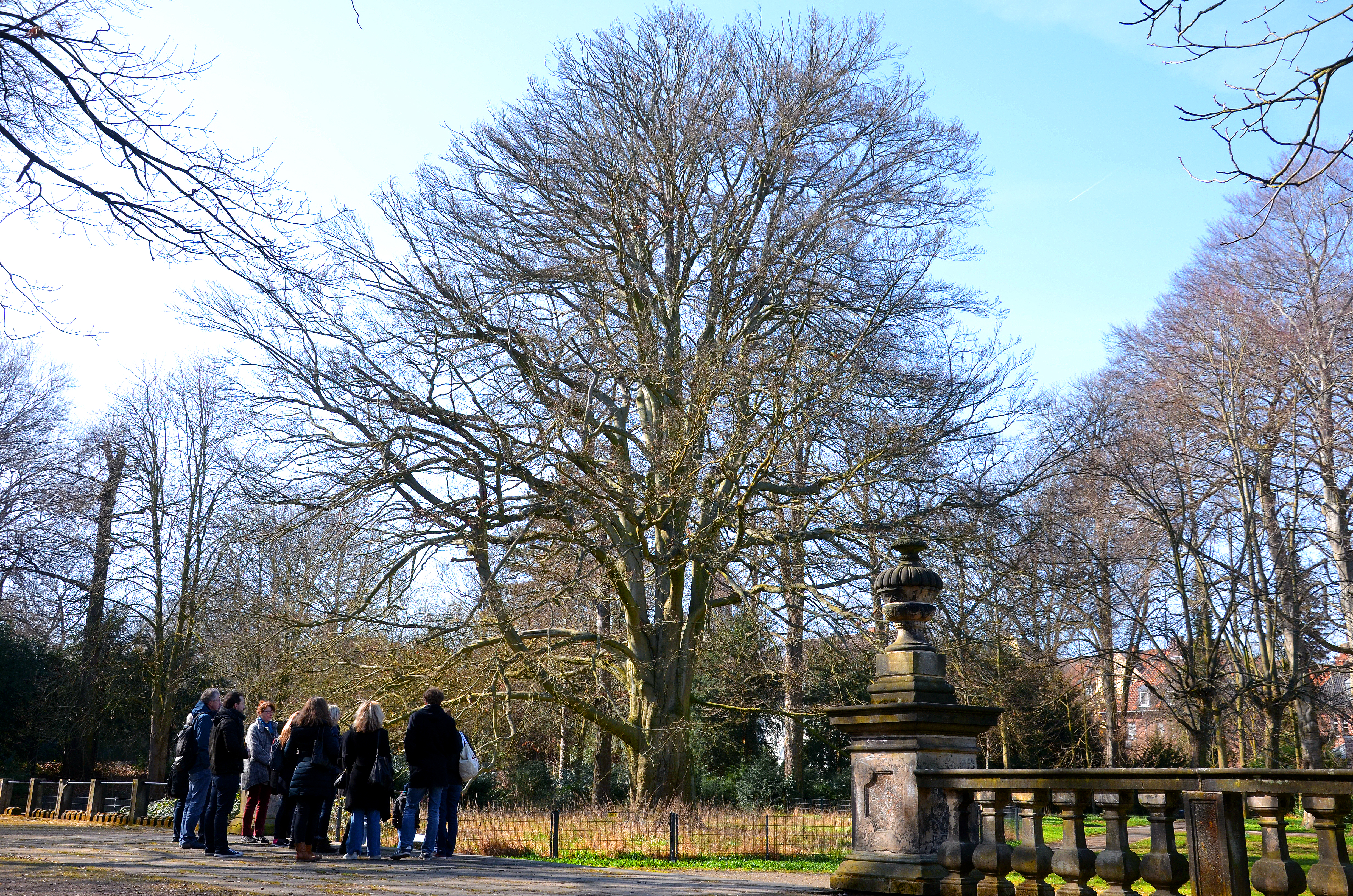
Geführte Besuchergruppe auf der Schloss-Terrasse mit Blick in das Gartenparterre und die Von-Alten-Buche

Aus der Zeit der Wiederinbesitznahme des Lindener Schlosses durch die Familie von Alten stammt auch die um 1835 gepflanzte Von-Alten-Buche in der Gartenparterre nahe der Balustrade der Schlossterrasse.
Nach der Industrialisierung des Königreichs, die in Linden und vor allem mit Georg Egestorff ihren eigentlichen Anfang nahm, nach der Machtergreifung durch die Nationalsozialisten und im letzten Jahr des Zweiten Weltkrieges wurde das Lindener Schloss im Jahr 1945 durch die britischen Luftangriffe auf Hannover in großen Teilen zerstört.

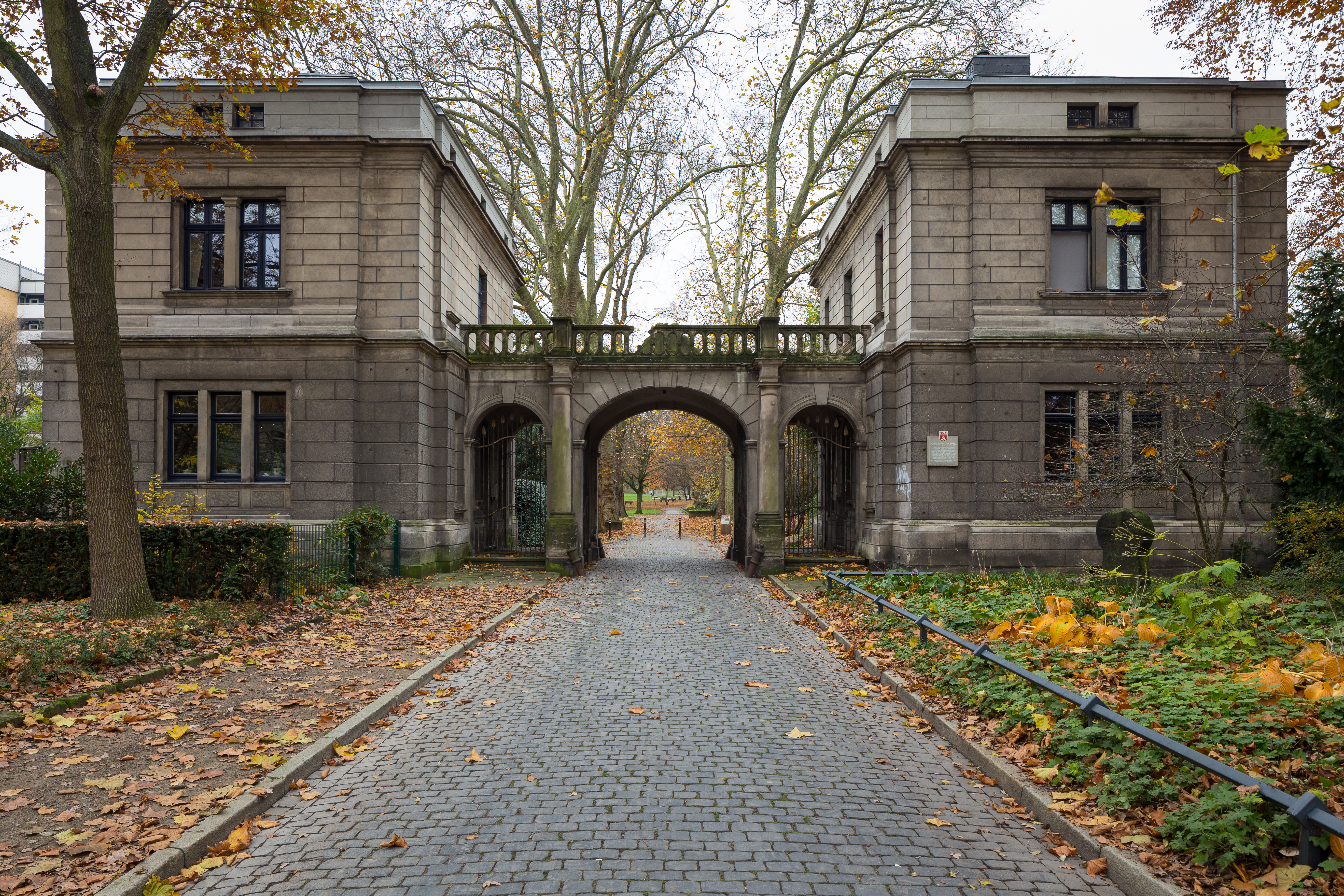
Die erst zur Zeit des Deutschen Kaiserreichs im Jahr 1911 im Stil des Neobarock errichteten Torhäuser mit der Zufahrt in den Von-Alten-Garten

Nur einige wenige Architektur-Reste von Schloss Linden haben sich im Von-Alten-Garten erhalten, darunter die – ebenfalls denkmalgeschützten – Torhäuser in der Park- und ehemaligen Schlosszufahrt am Ende der Von-Alten-Allee. Diese – jüngeren – Gebäude waren allerdings erst zur Zeit des Deutschen Kaiserreichs im Jahr 1911 im Stil des Neobarock errichtet worden.

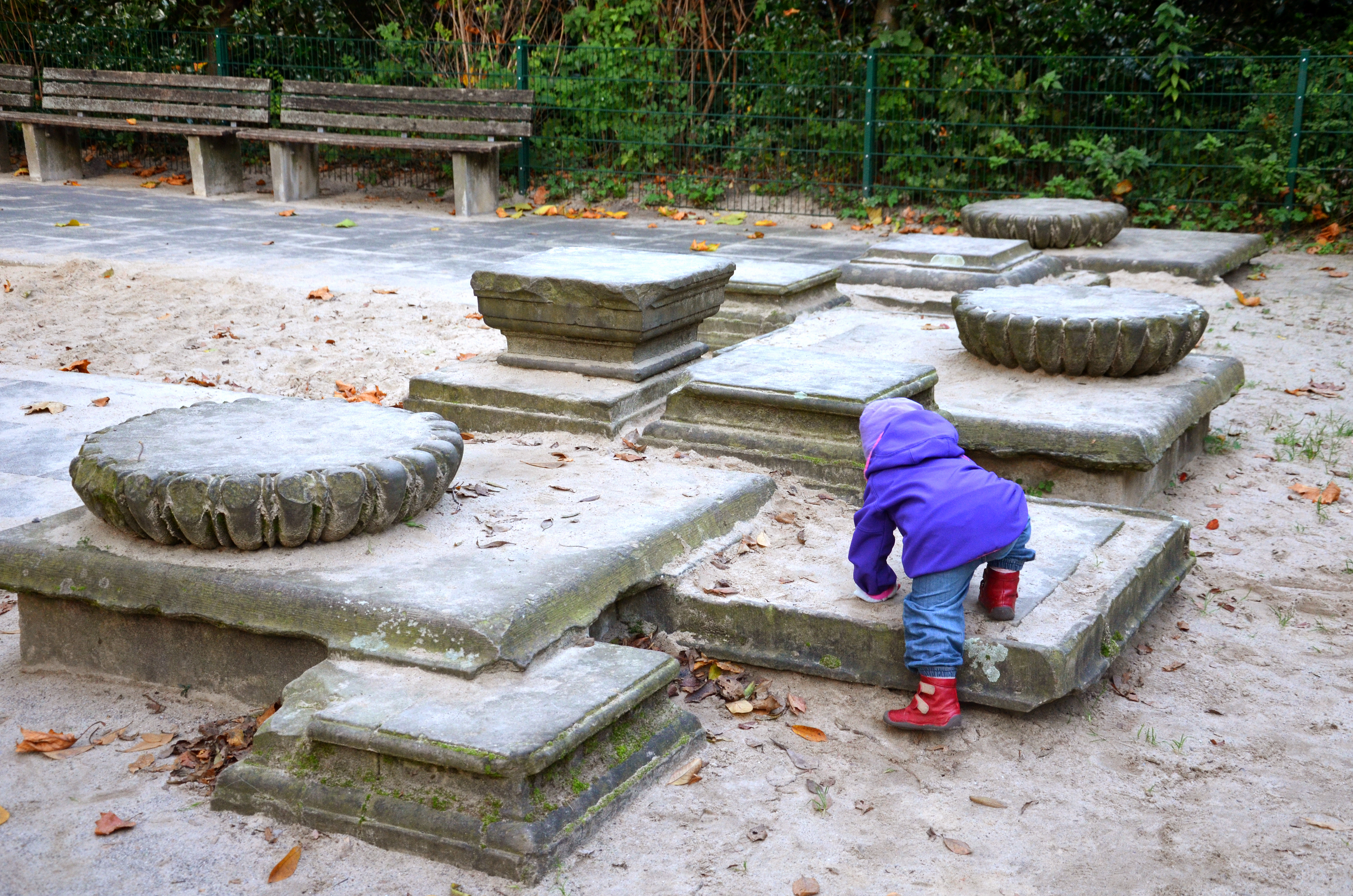
Sandsteinerne Architektur-Reste des Schlosses auf einem der beiden Kinderspielplätze des Von-Alten-Gartens

Nachdem die Landeshauptstadt Hannover 1961 den größten Teil des Von-Alten-Gartens hatte, wurden im Zuge des Ausbaus der Grünfläche zu einer öffentlichen Parkanlage die Reste von Schloss Linden 1965 abgebrochen.
In Vorbereitung für das Projekt „Stadt als Garten“ für die Weltausstellung Expo 2000 wurde ab 1997 auch das rund 1,5 Hektar große Gartenparterre des ehemaligen Lindener Schlosses mit seiner erhaltenen Terrasse neu gestaltet. Die Freifläche mit seiner Grotte und den Skulpturen mit Flussgottheiten ist jedoch nur tagsüber geöffnet und wird Abend für Abend zum Schutz vor Vandalismus, insbesondere für die im Sterben begriffene Von-Alten-Buche, wieder verschlossen.

## Archivalien
Archivalien zur Geschichte des Lindener Schlosses, seiner Bewohner und Kunstwerke finden sich beispielsweise
- als barocke Wandgemälde auf Leinwand, die teilweise als Besitz des Historischen Museums Hannover besichtigt werden können.[1]

## Medienecho (Auswahl)
- Gerda Valentin: Linden / Von Rittersleuten und Schlossherren / Über Jahrhunderte hatte die Adelsfamilie von Alten enormen Einfluss auf Linden. Dabei prägte das Schloss der Adelsfamilie das Stadtbild von Linden über viele Jahre. Eine Zeitreise. In: Hannoversche Allgemeine Zeitung (HAZ) vom 10. Oktober 2013; online zuletzt abgerufen am 27. März 2016